# Depósito de San Jerónimo
El depósito de locomotoras de San Jerónimo fue una instalación ferroviaria que existió en el municipio español de Sevilla, encargada del almacenamiento de locomotoras, que estuvo operativa durante buena parte del siglo XX. Además, en las cercanías existían talleres y varias naves-cocheras, así como una amplia playa de vías para maniobras. En la actualidad no se conservan las instalaciones del complejo ferroviario, a excepción de dos naves-talleres.

## Historia
Originalmente, la compañía ferroviaria MZA estableció en Sevilla unos talleres ferroviarios en la zona de Macarena-la Barqueta para suplir a sus infraestructuras. Cuando estos se quedaron obsoletos, hacia el año 1928 la MZA construyó un nuevo conjunto de instalaciones ferroviarias en las cercanías de la estación de Sevilla-San Jerónimo, la cual servía de empalme para las líneas Córdoba-Sevilla y Sevilla-Cádiz. Estas instalaciones incluían una amplia playa de vías, talleres o un depósito de locomotoras que estaba equipado con cocheras y un puente giratorio. 

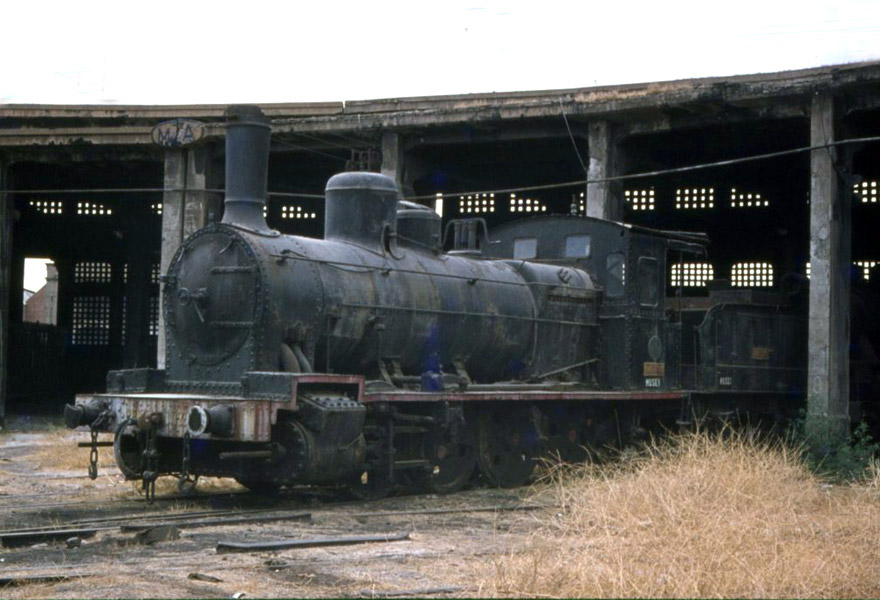
La locomotora 040-2273 de RENFE fotografiada en el depósito de Sevilla-San Jerónimo, en 1977.

El depósito disponía de una rotonda completa, con treinta y ocho vías completamente cubiertas, de las cuales tres eran de acceso —una por el lado de Córdoba y dos por el lado de Sevilla— y otras dos eran empleadas para diversos servicios. Este conjunto estaba basado claramente en el modelo ferroviario que se empleaba en los Estados Unidos, y constituye el único ejemplo de este tipo que hubo en España. Además, las reservas de locomotoras que había adscritas a la estación de Huelva-Término para la línea Sevilla-Huelva y a la estación de Los Rosales para la línea Córdoba-Sevilla dependían, a su vez, del depósito titular de San Jerónimo.
En 1941, tras la nacionalización de los ferrocarriles de ancho ibérico, las instalaciones pasaron a manos de RENFE. A partir de la década de 1960, con la progresiva modernización del parque motor de RENFE, el depósito también acogió una reserva compuesta por máquinas diésel. El 31 de julio de 1989 se clausuraron tanto el depósito de San Jerónimo como los talleres, siendo concentrados los servicios en Santa Justa. A comienzos de la década de 1990, con motivo de las obras para la Expo'92, la mayor parte de las instalaciones fueron derruidas. En la actualidad solo quedan en pie dos naves pertenecientes a los antiguos talleres.